# Ocythoe tuberculata
Ocythoe tuberculata är en bläckfiskart som beskrevs av Rafinesque 1814. Ocythoe tuberculata ingår i släktet Ocythoe och familjen Ocythoidae. Inga underarter finns listade i Catalogue of Life.